# HD158704
HD158704 — хімічно пекулярна зоря спектрального класу B9, що має  видиму зоряну величину в смузі V приблизно  6,1.
Вона  розташована на відстані близько 436,6 світлових років від Сонця.

## Пекулярний хімічний склад
HD158704 належить до ртутно-манганових зір й її зоряна атмосфера має підвищений вміст Hg та Mn.